# Día de Canarias

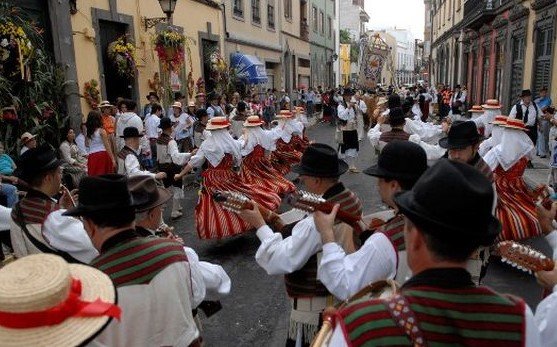
Día de Canarias (2021)

Día de Canarias oder Tag der Kanaren ist der Feiertag der Kanarischen Inseln.

## Geschichte
Als fester Feiertag wird der Día de Canarias jedes Jahr am 30. Mai auf den Kanarischen Inseln begangen. Er erinnert an die erste Sitzung des kanarischen Parlaments am 30. Mai 1983 unter der Leitung von Pedro Guerra Cabrera, dem ersten Präsidenten der Autonomen Gemeinschaft der Kanarischen Inseln. Schon in der zweiten spanischen Republik versuchten die Menschen auf den Kanarischen Inseln, diesen Status zu erlangen, doch die 46-Jährige Franco-Diktatur machte dies unmöglich. Erst am 10. August 1982 fällte das spanische Parlament in Madrid die Entscheidung, dass die Inseln einen autonomen Status erhalten.

## Brauchtum
Neben den offiziellen Feierlichkeiten finden in vielen Orten lokale Veranstaltungen statt. Besonders im Vordergrund steht dabei das kanarische Brauchtum. Es gibt einige Sportarten, die nur auf den Kanarischen Inseln ausgeübt werden (z. B. Lucha Canaria). Besonders viel Stolz tragen die Canarios in Form der Trachten an diesem Tag. Jede Insel hat dabei, genau wie zu den Romerias, unterschiedliche Trachten, die getragen werden. Mit diesen Trachten zeigt man deutlich, woher man stammt und dass man stolz darauf ist, ein Canario zu sein. Von den Trachten ist es dann auch nicht weit zu der Musik und dem Tanz. Kanarische Volksmusik bei der z. T. typisch kanarische Instrumente wie der Timple verwendet werden, gehört  auch zum Repertoire der offiziellen Veranstaltungen.